# Jairón Zamora
Jairón Zamora (Guayaquil, Guayas, 5 de febrero de 1978) es un exfutbolista ecuatoriano. Jugaba de Mediocampista y su último equipo fue el Venecia de la Segunda Categoría.

## Clubes
| Club                 | País    | Año       |
| -------------------- | ------- | --------- |
| Emelec               | Ecuador | 1992-1995 |
| Rocafuerte FC        | Ecuador | 1996      |
| El Nacional          | Ecuador | 1996-2002 |
| Espoli               | Ecuador | 2003      |
| Emelec               | Ecuador | 2004      |
| Liga de Loja         | Ecuador | 2005      |
| Barcelona SC         | Ecuador | 2006      |
| Deportivo Azogues    | Ecuador | 2007      |
| Macará               | Ecuador | 2008-2009 |
| Rocafuerte FC        | Ecuador | 2009      |
| Audaz Octubrino      | Ecuador | 2010      |
| Liga de Portoviejo   | Ecuador | 2011      |
| Cuniburo Fútbol Club | Ecuador | 2011      |
| Venecia              | Ecuador | 2012      |